# 日乃まそら
日乃 まそら（ひの まそら、1992年5月12日 - ）は、日本の歌手、モデル、空手家である。石川県金沢市出身。

## 略歴
幼少時より高校卒業まで極真空手（松井派→浜井派）を習い2015年現在、黒帯（初段）。中国遠征も経験。後述する「ミスiD2016」オーディションではシャドースパーリング（一人組手）を披露し、審査員をどよめかせる。
ウェディングプランナーとして勤務していたが、好きな洋服ブランドのモデルが「ミスiD」出身者だと知り、2015年7月1日、講談社主催「ミスiD2016」に応募。「なんとなく社会人になって、なんとなくな人生を送るより、人生は一度きりだから」とその理由を語った。
全国から集まった約4000名の応募者の中から、事務所未所属ながら「ミスiD2016ファイナリスト」に選出される。
7月5日、ツイキャスにて歌手デビューすることを発表。8月22日に初ライブを開催。当時の所属レーベルはIGGY SIDE RECORDS。
ミュージックビデオ製作にはクラウドファンディングを利用し、募集期間内に目標である30万を超える約85万を集めることに成功した。
2016年11月14日、「ホットジョージア応援QUEEN決定戦」にエントリー。
2018年7月、アイドルやタレントの方向性から歌手としての活動にかじを切り、楽曲をバンドスタイルに変更し再出発。目標を空手家の聖地、日本武道館でのライブと定めた。
2020年5月11日、日乃まそら初のワンマンライブ「1st ONEMAN LIVE－REAL SKY－」を渋谷eggmanで開催予定であったが、新型コロナウイルス感染拡大により無期限延期となった。振替として1年後となる2021年5月11日、および5月12日にeggman2daysで開催。同年7月1日、2日にもワンマンライブを開催。同年12月2日に渋谷WWWでワンマンライブ「REAL SKY」を開催。

## 人物
- 空手家時代はフルコンタクトだったため、あざが絶えず、青春をささげていたと談。滝行も経験。
- 元気アイテムはプリン。
- 弟が大好きであり、ブラコンを自認している。
- 合法幼女症候群REBOOTの岩茶。はバイトの後輩であった。2016年に4年ぶりに再会した。

## 作品

### 写真集
- フォトブック HINO MASORA（2019年6月5日、自主制作）数量限定販売

## 出演

### ライブ
- ヒノノヲト～あこーすてぃっく～Vol.1（2016年9月22日、東京・401）
- ヒノノヲト～あこーすてぃっく～Vol.2（2017年7月16日、東京・401）
- ヒノノヲト～あこーすてぃっくVol.3（2018年4月14日、東京・401）
- ヒノノヲト～あこーすてぃっくVol.4（2018年5月26日、東京・401）
- 日乃まそら presents REAL SKY Vol.1（2018年9月10日、渋谷eggman）
- 日乃まそら presents REAL SKY Vol.2（2018年11月26日、渋谷eggman）
- EGGSTAR feat… 日乃まそら presents「REAL SKY Vol.3」（2019年1月23日、渋谷eggman）
- 日乃まそら presents「REAL SKY Vol.4」supported by Girl's UP!!!（2019年3月5日、渋谷eggman）
- REAL SKY Vol.5-バースデーイブ-（2019年5月11日、渋谷StarLounge & 渋谷CHELSEA HOTEL）
- REAL SKY Vol.6 -ひのばんど1st Anniversary-（2019年7月3日、渋谷RUIDO K2）
- REAL SKY Vol.7-supported by Girl's UP!!!-（2019年9月27日、渋谷eggman）
- 日乃まそら presents REAL SKY Vol.8 -New Single Release Event-（2019年11月19日、渋谷RUIDO K2）
- REAL SKY vol.9-supported by Girl's UP!!!-（2020年1月21日、渋谷eggman）
- REAL SKY Vol.10-supported by Girl's UP!!!-（2020年3月2日、渋谷eggman）

### イベント
- クズトーーク!!トークライブ（2015年10月15日、東京・Carnival☆Stars原宿ALTA店）[11]
- ミスiDフェス2016〜お披露目ショーへようこそ（2016年1月17日、東京・日本橋公会堂）[12]
- ミスiDカフェ2016SPRING／夜の部（2016年5月5日、お台場・東京カルチャーカルチャー）[13]
- garden Photo Session 日乃まそら（2016年6月5日、7月9日、8月21日、東京・ロケーションスタジオ ガーデン）
- 月闘（2016年7月18日、東京・花まる学習会王子小劇場） - ラウンドガール、ルール実演[14]
- シアタープロレス花鳥風月（2016年7月18日、東京・花まる学習会王子小劇場）- ゲスト[15]
- 夕月夜会（2016年8月4日、東京・ネイキッドロフト）[16]
- 日翔学園定時制〜入学式〜（2016年11月12日、東京・ネイキッドロフト）[17] - SHO-NO（m@idloid）との合同主催イベント
- 日翔学園定時制一学期（2017年4月29日、東京・ネイキッドロフト）
- 日乃まそら生誕祭（2017年6月4日、赤坂401）
- 肉フェス2017 TOKYO（2017年9月17日、駒沢オリンピック公園）- コーナーMC
- 肉フェス2018 inお台場（2018年4月30日、お台場青海地区P区画特設会場）- MC
- 横浜開港記念みなと祭 ヨコハマカワイイパーク - J-Pop Cuture Festival 2018（2018年5月5日、山下公園） - アシスタントMC [18]
- 日翔学園定時制～日乃まそら誕生日会～（2018年6月2日、東京・ネイキッドロフト）
- PENGUIN IDOL FESTIVAL 2018（2018年8月25日、GOLD CREEK）

### ラジオ
- 西山毅のKeep on Rockin' 〜Rock, ロック,Rock 〜（2025年4月27日[19] - 、レインボータウンFM）アシスタントパーソナリティ

### ウェブ

#### モデル
- 泣きぼくろちゃん公式サイト（2016年、泣きぼくろ推進委員会）- モデル[20]
- 日本ニーソックス協会公式サイト（2016年、日本ニーソックス協会）- モデル[21]
- デスティニーチャイルド公認サポーター（2018年12月、NextFloor／ステアーズ）- リザ役[22]

#### ウェブテレビ
- 原宿ぴっぴっぴーっ（2016年10月29日、AbemaTV FRESH！）
- デスティニーチャイルド公開サポーターオーディション（2017年12月10日、LineLive） - リザ役 [23]

#### ウェブラジオ
- 「Cheer Up！Miss iD」第2クールレギュラー（2017年1月8日 - 3月27日、ソラトニワラジオ）[24]
- 「Cheer Up！Miss iD」第3クールレギュラー（2017年4月9日 - 6月19日、ソラトニワラジオ）[25]
- 「CHEERZスペシャル! Cheer Up! ねくすとじぇねれーしょん＆Miss iD合同最終回」(2017年6月26日、ソラトニワラジオ)  - SHO-NO、猫上まゆ、石川陽菜、てらちんとの合同MC
- 「Cheer Up！Miss iD（神）」（2017年12月10日、ソラトニワラジオ）

### MV
- LADYBABY「セシボン・キブン／C'est si bon Kibun」（CLEARSTONE RECORDS、2016年4月13日発売））- 白いデビルのコンビニ客 役

### 連載
- くらし（2017年10月 - 、CHEERZ forスゴ得） - カメラにまつわるコラム連載

### その他
- シアタープロレス花鳥風月 - 「Theatre」シャツ公式モデル[26]
- アパレルブランド「Dahlia Eyes」 - モデル[27][28]
- 渋谷モディ（旧渋谷マルイ）大型ビジョン掲載モデル（CHEERZ×ミスiD、2016年7月4日 - 10日[29]、11月21日 - 27日[30]、12月12 - 18日、2017年5月8日 - 14日、7月24日 - 30日[31]）